# (22138) Laynrichards
(22138) Laynrichards (2000 VD25) – planetoida z pasa głównego asteroid okrążająca Słońce w ciągu 5,67 lat w średniej odległości 3,18 j.a. Odkryta 1 listopada 2000 roku.